# وست گلنز فالز (نیویورک)
وست گلنز فالز (به انگلیسی: West Glens Falls) یک منطقهٔ مسکونی در ایالات متحده آمریکا است که در شهرستان وارن، نیویورک واقع شده‌است. وست گلنز فالز ۱۲٫۳ کیلومتر مربع مساحت و ۶٬۷۲۱ نفر جمعیت دارد و ۱۱۶ متر بالاتر از سطح دریا واقع شده‌است.